# Words in Freedom
Words in Freedom è il primo album dei 2Hurt pubblicato il 27 febbraio 2009.

## Il disco
Il disco presenta sonorità alternative folk semplici e malinconiche.

## Tracce
1. Sunset Swing – 1:28
2. Like Another Dope – 3:23
3. 2000 Miles From Home – 2:55
4. Walking Through The Fields – 3:25
5. Jack The Knife – 4:43
6. Every Day It's Gonna Rain – 4:56
7. Desert Line – 3:44
8. Lost – 5:01
9. Buskers Waltz – 1:07
10. Devil Serenade – 3:27
11. Hurt – 3:46
12. Cigarette Burns My Fingers – 9:31